# Апостол Чачевски
Апостол Чачевски с прякор Макето е български футболист и треньор по футбол. Една от клубните легенди на Локомотив (София), където преминава цялата му състезателна кариера.

## Биография
Роден е на 29 март 1933 година в София. Потомък на преселници от Галичник, Чачевски израства в школата на Локомотив (София), а в мъжкия отбор играе общо 17 сезона от 1950 г. до 1967 г. На терена се подвизава основно като ляв бек, а понякога и като дефанзивен полузащитник. Има 289 мача и 20 гола в А група. През 1956 г. получава тежка контузия на десния крак и претърпява операция, която го вади от футбола за две години.
С Локомотив става шампион на България през сезон 1963/64, когато е един от основните футболисти в състава и записва 25 мача с 2 гола. Освен това е и носител на националната купа през 1953, както и двукратен носител на Европейската железничарска купа през 1961 г. и 1963 г. С 4 мача в турнира за Купата на европейските шампиони. В периода 1965–1967 е капитан на Локомотив (София).
След приключване на футболната си кариера е записва успешни години като треньор в България, Гърция и Кипър. Бивш помощник-треньор в националния отбор и треньор на юношеския национален отбор до 18 г. Начело на Локомотив е в 3 периода, като е водил и ЦСКА (1983/84), ПФК Етър 1924 (Велико Търново), Академик (София). Бивш наставник е на гръцките Арис, Аполон, Ираклис и Пансерайкос, кипърските Алки и АЕЛ.
Президент на Локомотив (София) през 1992 година.
Апостол Чачевски почива на 90-годишна възраст в нощта между 31 юли и 1 август 2023 година.